# Plumbonacrita

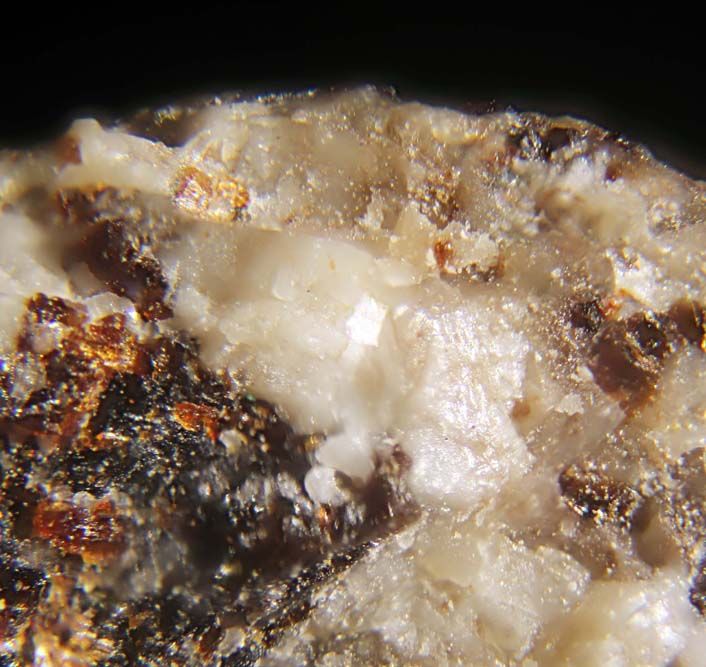
Cristales blancos de plumbonacrita

La plumbonacrita es un mineral de la clase de los carbonatos. Debe su nombre a su contenido en plomo (plumbum, en latín) y a su aspecto parecido al de las perlas (madreperla). 

## Características
La plumbonacrita es un carbonato de fórmula química Pb5(CO3)3O(OH)2. Se conoce desde 1889, aunque anteriormente no fue considerada como un mineral. La redefinió y revalidó como tal la IMA en junio de 2012, asignándole una nueva localidad tipo. Está estrechamente relacionada con la hidrocerusita, pero tiene una composición química diferente: menos carbonato, unas redes de Bravais diferentes y también un grupo espacial diferente (P3c1). El campo de estabilidad de la plumbonacrita es más pequeño que el del hidrocerusita. Cristaliza en el sistema trigonal en agregados de cristales escamosos de hasta 0,1 mm. Su dureza en la escala de Mohs es 3,5.
Según la clasificación de Nickel-Strunz, la plumbonacrita a "05.BE - Carbonatos con aniones adicionales, sin H2O, con Pb, Bi" junto con los siguientes minerales: shannonita, hidrocerusita, fosgenita, bismutita, kettnerita y beyerita.

## Formación y yacimientos
La plumbonacrita aparece en las zonas oxidadas de depósitos polimetálicos hidrotermales. Sus colocalidades tipo son la cantera Torr Works, en Cranmore (Somerset, Inglaterra) y Wanlockhead (Dumfries and Galloway, Escocia), ambas en el Reino Unido. También ha sido encontrada en Alemania, Argentina, Austria, Estados Unidos, Finlandia, Francia, Japón y Suecia. Suele encontrarse asociada a otros minerales como: anglesita, linarita y galena.

## Aplicaciones en el arte pictórico
Se descubrió su uso por algunos artistas bajo técnica de empaste (gruesas capas de pintura), entre ellos Rembrandt y Vicent Van Gogh. También se encontraron muestras en otras obras del siglo XX.